# Conus tmetus
Conus tmetus é uma espécie de gastrópode do gênero Conus, pertencente a família Conidae.